# Éric Escande
Pour les articles homonymes, voir Escande.

a Compétitions nationales et continentales officielles uniquement.

b Matchs officiels uniquement.
Dernière mise à jour le 7 juin 2022.
Éric Escande, né le 18 novembre 1992 à Montpellier, est un joueur de rugby à XV français jouant au poste de demi de mêlée au FC Grenoble depuis 2019.

## Biographie

### Famille
Éric Escande est le fils de Jean-François Escande, un joueur et entraîneur de l'équipe première du Montpellier Hérault rugby et il est également le cousin germain du rugbyman Enzo Selponi.

### Carrière
Enfant, Éric Escande découvre le rugby au RC Jacou, le club de Jacou, un village situé au Nord de Montpellier. Il rejoint ensuite le MHR et remporte le championnat de France cadets Alamercery en 2009 puis le championnat de France juniors Reichel en 2011 avec le club héraultais et dispute son premier match en Top 14 la saison suivante, le 26 août 2011, contre le Racing Métro 92 au Stade olympique Yves-du-Manoir.
Éric Escande quitte le Montpellier HR lors de l'été 2014 pour rejoindre le Rugby club toulonnais.  Le 23 août 2014, remplaçant Michael Claassens, il rentre en cours de match avec le club varois pour les 25 dernières minutes face au Stade rochelais et se voit refuser un essai.
En 2019, il rejoint le FC Grenoble et forme une nouvelle charnière avec son cousin Enzo Selponi.
Durant la saison 2022-2023, son club termine à la deuxième place de la phase régulière du championnat et se qualifie jusqu'en finale où il affronte Oyonnax. Pour ce match, Éric Escande est titulaire et joue 59 minutes avant d'être remplacé par Felipe Ezcurra mais le FC Grenoble s'incline sur le score de 14 à 3.

## Statistiques en équipe nationale
- Sélections avec l'équipe de France des moins de 20 ans (participation au championnat du monde junior 2012 en Afrique du Sud)
- Sélections avec l'équipe de France des moins de 19 ans
- Sélections avec l'équipe de France des moins de 18 ans
- Sélections avec l'équipe de France des moins de 17 ans

## Palmarès
- Montpellier HR
  - Vainqueur du Championnat de France cadets Alamercery en 2009.
  - Vainqueur du Championnat de France juniors Reichel en 2011.
  - Vainqueur du Championnat de France Espoirs en 2013.
- RC Toulon
  - Finaliste du Championnat de France en 2017.
- FC Grenoble
  - Finaliste du Championnat de France de 2e division en 2023, 2024 et 2025.